# Джанаев, Сослан Тотразович
Сосла́н Тотра́зович Джана́ев (осет. Джанайты Тотрадзы фырт Сослан; род. 13 марта 1987, Орджоникидзе) — российский футболист, вратарь. 

## Биография

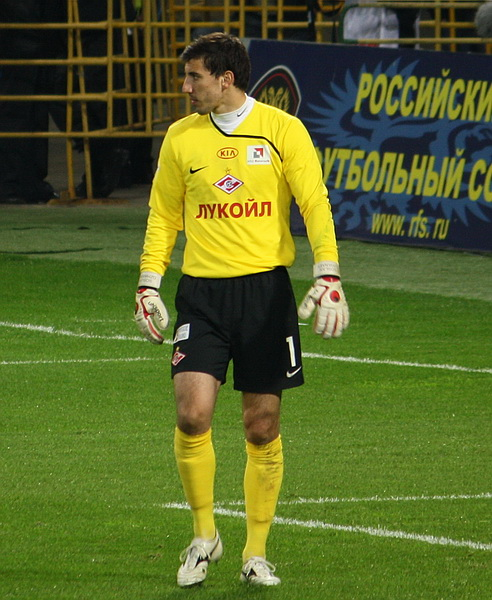
Джанаев в 2010 году

Сослан Джанаев начал заниматься футболом в школе владикавказского «Спартака». В 1996 году переехал в Москву и поступил в СДЮШОР клуба ЦСКА (Москва), окончив которую, не сумел пробиться в основной состав и выступал лишь за дубль клуба, проведя 6 матчей, в которых пропустил 6 мячей. В 2007 году перешёл в клуб «КАМАЗ», за команду в первом дивизионе чемпионата России провёл 28 матчей, в которых пропустил 17 мячей, в Кубке России — 2 матча и 3 пропущенных мяча. В 2008 году перешёл в московский «Спартак», в котором дебютировал в Кубке России 6 августа против брянского «Динамо», проведя 2 матча в которых пропустил 3 мяча, в основном же играл за дублирующий состав «красно-белых» (18 матчей — 17 пропущенных мячей), с которым стал чемпионом России среди дублёров. В сезоне 2009 впервые вышел на поле в Премьер-Лиге 18 апреля 2009 года в матче с клубом «Терек» и отстоял на ноль, эта же игра стала первой для Валерия Карпина на посту главного тренера «Спартака». После этого Джанаев стал основным вратарём команды, вытеснив из состава Стипе Плетикосу. 7 ноября 2009 года «Спартак», борющийся за чемпионство, из-за ошибки Джанаева, проиграл матч «Крыльям Советов». Главный тренер команды, Валерий Карпин, сказал, что произошёл «несчастный случай». Известный в прошлом вратарь «Спартака» Анзор Кавазашвили объяснил ошибку Джанаева тем, что он не попытался гасить полёт мяча, а рассчитывал сразу поймать его. В следующей игре, с ЦСКА, Джанаев вновь допустил ошибку, пытаясь поймать мяч и выронив его в ворота, из-за чего его команда проиграла. После игры Джанаев извинился перед партнёрами по команде и болельщиками клуба. Из-за этих двух ошибок Джанаева стали обвинять в том, что он не выиграл конкуренцию у Стипе Плетикосы, а занял место в ворота из-за наличия у него российского паспорта. Несмотря на это, тренерский штаб выразил доверие Джанаеву.
В чемпионате России 2010 Джанаев вновь занял позицию основного вратаря «Спартака». Во втором туре, в игре с «Зенитом» (1:1) Джанаев, по мнению многих, стал лучшим игроком встречи, отбив несколько очень сложных мячей. 4 апреля 2010 года в игре с «Томью» Джанаев совершил ошибку, в результате которой был назначен пенальти; встреча завершилась вничью 2:2. 10 мая в игре с «Аланией» Джанаев пропустил 5 голов. 21 июля в матче с «Сибирью» Джанаев, в предыдущей игре допустивший результативную ошибку, остался в запасе, а его место в воротах «красно-белых» занял Сергей Песьяков.
27 августа решился вопрос о переходе Джанаева в «Терек» в обмен на вратаря Андрея Диканя на 2,5 года на правах аренды.

Когда начались переговоры об обмене, я по душам поговорил с Карпиным. Валерий Георгиевич сказал, что по-прежнему верит в меня как во вратаря, верит в то, что я ещё заиграю, но на данный момент мне лучше поиграть в «Тереке», переждать, пока все страсти вокруг меня улягутся, набраться опыта и вернуться в «Спартак» другим вратарём. Я с ним согласился. Советовался также с Черчесовым и Стауче. Они поддержали меня и посоветовали соглашаться на переход в «Терек».

23 октября Джанаев дебютировал в составе «Терека» в игре с «Сатурном»; игра завершилась победой «Сатурна» со счётом 1:0.
20 декабря 2012 года был отдан в аренду в «Аланию» с правом последующего выкупа трансфера.
2 сентября 2013 года вернулся в московский клуб и был заявлен за «Спартак-2» под 27-м номером.
Зимой 2014 года покинул «Спартак» и начал тренироваться в составе «Ростова». 2 июля 2014 года подписал трёхлетний контракт с клубом.
По состоянию на 1 мая 2016 являлся третьим в списке вратарей чемпионатов России с сухими сериями — 775 минут.
Летом 2017 года покинул клуб. 14 июля подписал контракт с «Рубином», за который дебютировал 20 сентября в матче 1/16 Кубка России. 8 февраля 2019 контракт был расторгнут по обоюдному согласию. 27 февраля подписал контракт до конца сезона с клубом высшей лиги Польши «Медзь» Легница.
15 июля 2019 года перешёл в состав дебютанта РПЛ «Сочи».
29 августа 2023 года на правах свободного агента перешёл в «Балтику». 25 ноября 2023 года дебютировал за «Балтику» в матче с московским «Спартаком», заменив Максима Бориско.

## Карьера в сборной
25 сентября 2009 года получил вызов в сборную России на матчи с Германией и Азербайджаном.
Был вызван во вторую сборную России, заменив Сергея Рыжикова.
Дебютировал в сборной России 9 октября 2016 года в товарищеском матче против сборной Коста-Рики, отыграв весь матч и пропустив в нём четыре мяча.

## Личная жизнь
В июне 2019 года женился во Владикавказе на Кристине Черчесовой.

## Статистика

### Клубная
| Сезон   | Клуб             | Лига         | Чемпионат | Чемпионат | Кубок | Кубок | Еврокубки | Еврокубки | Еврокубки |
| Сезон   | Клуб             | Лига         | Игры      | Голы      | Игры  | Голы  | Турнир    | Игры      | Голы      |
| ------- | ---------------- | ------------ | --------- | --------- | ----- | ----- | --------- | --------- | --------- |
| 2007    | КАМАЗ            | ПД           | 28        | −17       | 0     | 0     | —         | —         | —         |
| 2008    | Спартак (Москва) | РФПЛ         | 0         | 0         | 2     | −3    | КУ        | 0         | 0         |
| 2009    | Спартак (Москва) | РФПЛ         | 26        | −28       | 1     | −2    | —         | —         | —         |
| 2010    | Спартак (Москва) | РФПЛ         | 12        | −13       | 0     | 0     | ЛЧ        | 0         | 0         |
| 2010    | Терек            | РФПЛ         | 3         | −4        | 1     | 0     | —         | —         | —         |
| 2011/12 | Терек            | РФПЛ         | 37        | −44       | 2     | −2    | —         | —         | —         |
| 2012/13 | Терек            | РФПЛ         | 1         | −5        | —     | —     | —         | —         | —         |
| 2012/13 | Алания           | РФПЛ         | 10        | −18       | —     | —     | —         | —         | —         |
| 2013/14 | Спартак (Москва) | РФПЛ         | 0         | 0         | —     | —     | ЛЕ        | 0         | 0         |
| 2014/15 | Ростов           | РФПЛ         | 0         | 0         | 1     | −3    | ЛЕ        | 0         | 0         |
| 2015/16 | Ростов           | РФПЛ         | 30        | −20       | —     | —     | —         | —         | —         |
| 2016/17 | Ростов           | РФПЛ         | 13        | −9        | —     | —     | ЛЧ        | 10        | −16       |
| 2017/18 | Рубин            | РФПЛ         | 18        | −13       | 1     | 0     | —         | —         | —         |
| 2018/19 | Рубин            | РПЛ          | 4         | −4        | 0     | 0     | —         | —         | —         |
| 2018/19 | Медзь (Легница)  | Экстракласса | 7         | −13       | 0     | 0     | —         | —         | —         |
| 2019/20 | Сочи             | РПЛ          | 22        | −25       | —     | —     | —         | —         | —         |
| 2020/21 | Сочи             | РПЛ          | 21        | −22       | 1     | −1    | —         | —         | —         |
| 2021/22 | Сочи             | РПЛ          | 14        | −14       | 1     | −2    | ЛК        | 1         | −2        |
| 2022/23 | Сочи             | РПЛ          | 9         | −19       | 2     | −4    | —         | —         | —         |
| 2022/23 | Балтика          | РПЛ          | 3         | –2        | 1     | –2    | —         | —         | —         |

### Сборная
| № | Дата           | Оппонент   | Счёт | Пропущено мячей | Соревнование              |
| - | -------------- | ---------- | ---- | --------------- | ------------------------- |
| 1 | 9 октября 2016 | Коста-Рика | 3:4  | 4               | Товарищеский матч         |
| 2 | 8 октября 2020 | Швеция     | 1:2  | 2               | Товарищеский матч         |
| 3 | 18 ноября 2020 | Сербия     | 0:5  | 1               | Лига наций УЕФА 2020/2021 |

## Достижения
Командные
«Спартак»
- Серебряный призёр чемпионата России: 2009

«Ростов»
- Серебряный призёр чемпионата России: 2015/16

«Сочи»
- Серебряный призёр чемпионата России: 2021/22

Личные
- В списке 33 лучших футболистов чемпионата России: № 3 (2015/16)
- Приз «Вратарь года» имени Льва Яшина: 2016
- Лучший игрок «Рубина» по итогам сезона 2017/18[33]